# キッチュ
キッチュ (ドイツ語: Kitsch) とは、「俗悪なもの」「いんちきなもの」「安っぽいもの」「お涙頂戴式の通俗的なもの」などを意味するドイツ語で、文化批評用語として用いられる。まがいもの、本来の目的とは違う用途で使うことを指す。常識を打ち破るようなキッチュなデザインは、1970年代頃から、ファッション、インテリア、広告など幅広い分野で注目されるようになった。

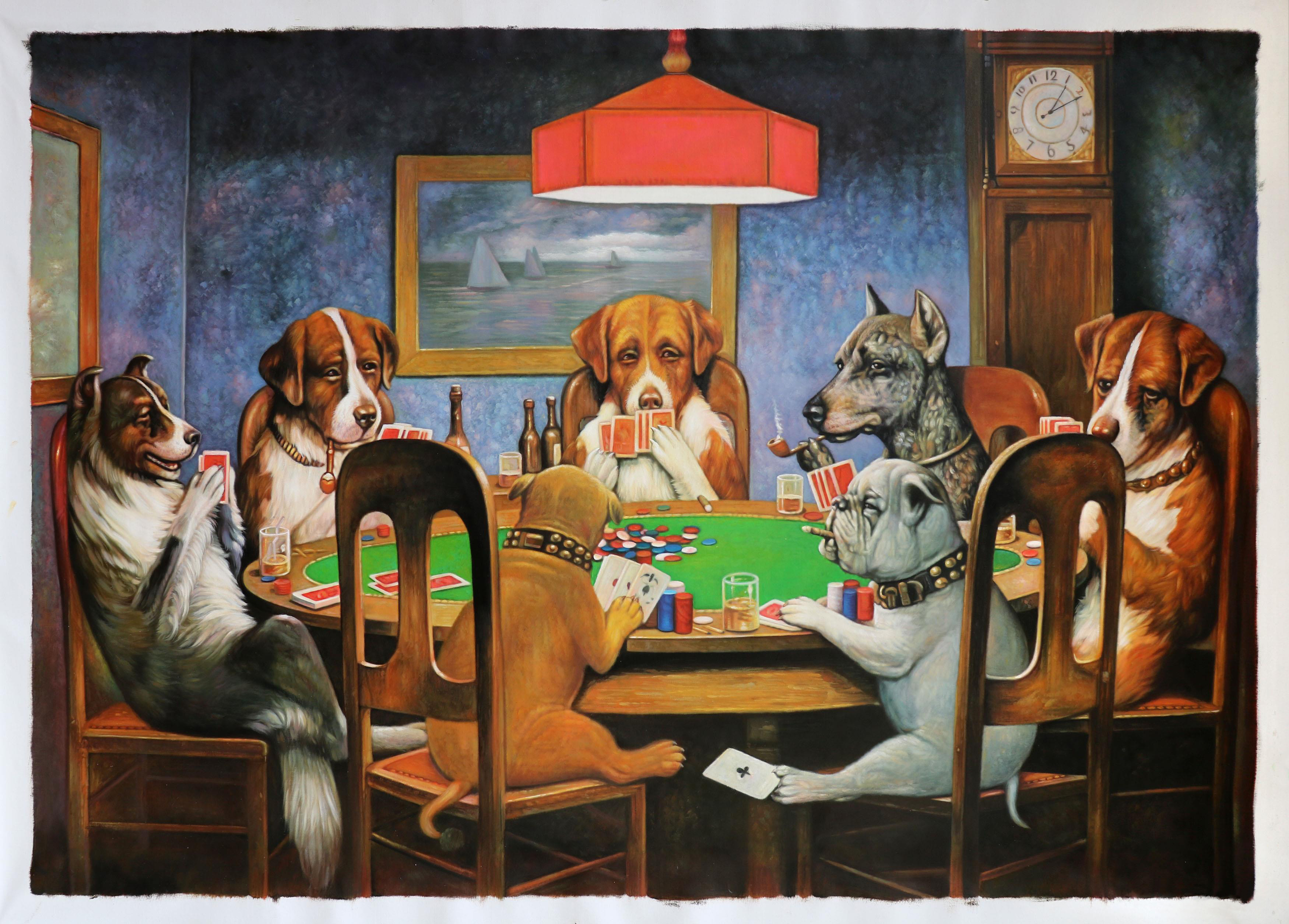
カシアス・マーセラス・クーリッジ画「ポーカーをする犬」（1903年）はアメリカでの現代のキッチュの典型の一例とされる。

英語でも同じ綴りで浸透している。

## 本来の意味

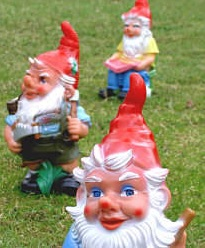
ドイツのキッチュの典型：ガーデン・ノーム

キッチュの語は、1860年代のドイツで使われ始めた。方言であったkitschen （塗りたくる、かき集める、なでつける、ツルツルする）という動詞が形容詞化したものである。1960年代のポップ・アートのころからよく使われはじめ、日本では1970年代ごろから一般的に使用されるようになり、従来の価値観の変化とともに、大衆芸術や大衆芸能が見直される機運や美と醜の二分法では分析できないほど複雑化した大衆文化の美的現象を包括的に説明する言葉として、独特の価値基準をもたらせるようになった。
当初はブルジョワの間での大衆文化の成立に伴って「通俗的」という意味で用いられた。感傷的で通俗的な小説を中心とした文化について言われ、20世紀になると、ハリウッド映画や通俗小説が「キッチュ」とされた。またクラシック音楽でも、「美しく青きドナウ」など、中産階級的な好みにあうものが「キッチュ」である。
しかしヴァルター・ベンヤミンやヘルマン・ブロッホがキッチュについて論じていくうち、肯定的な意味あいを持たせる者も現れた。日本では1970年代前半に漫画評論家の石子順造が、風呂屋のペンキ絵のような俗悪なものを評価した。
1980年代後半、松葉一清はキッチュの再評価を行い、この語は現代思想の流行の中で流行した。
ただしこの過程で、本来の「通俗的、中産階級的」という意味は日本では脱落し、むしろアングラ的俗悪美をさすようになる。

## グリーンバーグのキッチュ
「キッチュ」が美術用語として規定されたのは、クレメント・グリーンバーグの1939年の論文「アヴァンギャルドとキッチュ (“Avant Garde and Kitsch”)」による。
彼は芸術が、アヴァンギャルド（前衛）とキッチュ（後衛）に二分化しているとした。文化の推進者たるアヴァンギャルドに対し、キッチュは見せかけにすぎないと酷評した。
しかし、20世紀より、大衆文化の評価が高まるにつれ、グリーンバーグのような二元論に対する批判も多く現れている。

## キッチュの再評価
キッチュは、芸術作品や、複製技術の発達した近代・現代の、大量生産された工芸品などに見いだせることがある（いわゆる芸術作品に対してのみ使われる言葉ではないことに注意）。
芸術の中では、サルバドール・ダリのいくつかの作品をキッチュと呼べる。VOW やその類似の企画でもキッチュと呼べるものが紹介されていることがある。
キッチュの定義として「陳腐である」という表現もされるが、この点については注意する必要がある。単に陳腐なだけでは、それをあえてキッチュと呼ぶ必然性はないからである。あまりにも陳腐であるがゆえに、周囲の注目を集め、独特の存在感を呈するもののみがキッチュたりうる。

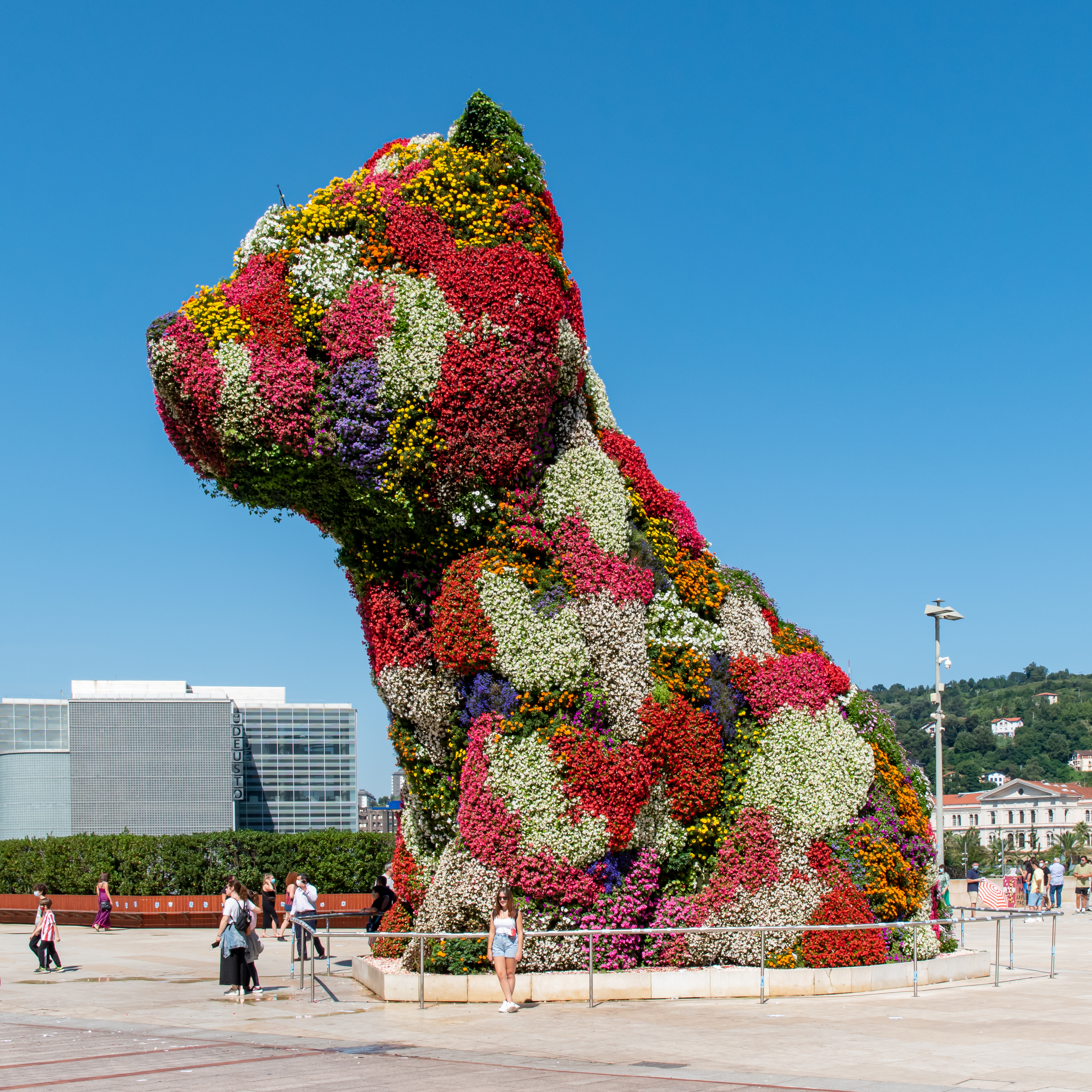
キッチュさを自己認識して表現したジェフ・クーンズの芸術作品『パピー』

キッチュとは、「見る者」が見たこともない異様なものか、「意外な組み合わせ」「ありえない組み合わせ」であろう。もしくは、「見る者」にとって異文化に属するものであったり、時代を隔てたりしている必要がある。「見る者」の日常性に近すぎると、新鮮味のない、陳腐な存在でしかなく、そもそも注意を引くこともない。キッチュの観点から言えば、「普通」であることは、キッチュとしての美的価値が不足していることを意味する。また、キッチュは、時間的な隔たりという点では、レトロ、懐古趣味と関連していることがある。
また、キッチュは、世界各地の伝統的・近代的な民芸品、人形、仮面、像、図像、幼児の玩具などに見られる。たとえば、マトリョーシカ、祭りの出店の面、庭に置かれるノーム（こびと）の人形、多神教の図像などである。赤、緑、青、黄、ピンク、金、銀などのどぎつい色が特徴となる場合もある。
動物同士、動物と人間の組み合わせ、「怪物」がキッチュを呈することもある。これは本来「ありえない組み合わせ」だからである。ただ、キマイラ、ケンタウロス、ミノタウロス、人魚など、神話上の怪物の図像はよく知られているため、意外さを感じさせない。キッチュが見られるとしたら、（特に異国の）古代や中世の図版に現れる、名もなき怪物などである。
キッチュは、単にグロテスク、もしくは不細工なだけでは成立しない。ヒエロニムス・ボッシュの絵画や東アジアの地獄絵のように、過剰な表現、意外な組み合わせから一種の滑稽さが現れることがあるが、それは必ずしも制作者の意図とはかぎらない。むしろ、制作者の意図は真剣そのものであり、キッチュとみなされるのが不本意かもしれない。だが、キッチュは最終的には「見る者」が感じる美的価値である。つまり、キッチュは表現者による、意図的・積極的な表現手法であることもあるが、「意図しないキッチュ」「見方としてのキッチュ」もある。

## 関連文献
- 石子順造,上杉義隆,松岡正剛編『キッチュ まがいものの時代』ダイヤモンド社 1971
- 石子順造『キッチュの聖と俗 続・日本的庶民の美意識』太平出版社 1974
- アブラアム・モル『キッチュの心理学』万沢正美訳 法政大学出版局 叢書・ウニベルシタス 1986
- 谷川晃一『がらくた桃源境 がらくた・キッチュ・フォークアート 東西南北縦横無尽』勁草書房 1988
- 松葉一清『東京発・都市の現在 文化はキッチュをめざす』駸々堂出版 1988
- サユル・フリードレンダー『ナチズムの美学 キッチュと死についての考察』田中正人訳 社会思想社 1990
- ピーター・ワード『キッチュ・シンクロニシティ 20世紀消費社会における悪趣味文化の変遷』毛利嘉孝訳 アスペクト 1998
- 唐沢俊一『唐沢俊一のキッチュの花園』メディアワークス 2001
- 唐沢俊一『キッチュワールド案内』早川書房 2002
- 『グリーンバーグ批評選集』藤枝晃雄編訳 勁草書房 2005